# George Smith (Politiker, 1809)

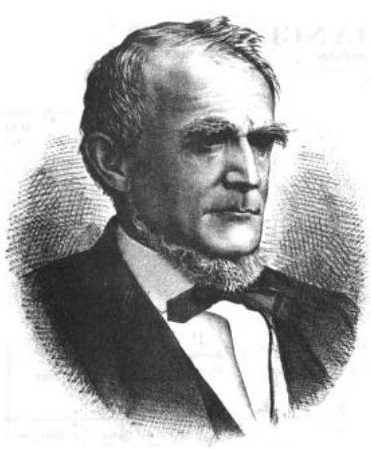
George Smith (31. Dezember 1876)

George Smith (* 2. Februar 1809 in Ohio; † 14. Juli 1881 in Cameron,  Missouri) war ein US-amerikanischer Politiker. Zwischen 1865 und 1869 war er Vizegouverneur des Bundesstaates Missouri.

## Werdegang
Die Quellenlage über George Smith ist sehr schlecht. Über sein Leben jenseits der Politik ist nichts überliefert. Er lebte schon vor dem Bürgerkrieg in Missouri, war im Vorfeld dieses Krieges Anhänger der Union und wurde Mitglied der Republikanischen Partei. Während des Krieges diente er im Heer der Union. Später gehörte er der Veteranenorganisation Grand Army of the Republic an. Er saß auch im Repräsentantenhaus von Missouri. Der Zeitpunkt seiner Abgeordnetentätigkeit ist allerdings nicht überliefert.
1864 wurde Smith an der Seite von Thomas Clement Fletcher von Missouri gewählt. Dieses Amt bekleidete er zwischen 1865 und 1869. Dabei war er Stellvertreter des Gouverneurs und Vorsitzender des Staatssenats. Diese Zeit war geprägt von den Problemen der Nachkriegszeit und der Wiedereingliederung ehemaliger Anhänger der Konföderation. George Smith starb am 14. Juli 1881 und wurde in Cameron im Clinton County beigesetzt.